# Decenzio (nome)
Decenzio  è un nome proprio di persona italiano maschile.

## Varianti
- Femminili: Decenzia[1]

### Varianti in altre lingue
- Bulgaro: Деценций (Decencij)
- Catalano: Decenci
- Latino: Decentius
- Portoghese: Decêncio
- Russo: Деценций (Decencij)
- Serbo: Децентије (Decentije)
- Spagnolo: Decencio

## Origine e diffusione
Nome di scarsissima diffusione, portato da due santi vescovi del V secolo, il primo di Gubbio e il secondo di Pesaro, e da alcuni personaggi della storia romana. Deriva dal soprannome e poi nome individuale latino Decentius, basato sul participio presente decens del verbo latino decere, con il significato di "decoroso", "pieno di pudore", "conveniente": si tratta quindi di un nome dal valore augurale.

## Onomastico
L'onomastico si può festeggiare il 28 o il 29 ottobre in memoria di san Decenzio, vescovo di Pesaro.

## Persone
- Decenzio, usurpatore contro Costanzo II
- Decenzio, funzionario imperiale romano